# Giesen
Giesen ist eine Gemeinde im Landkreis Hildesheim in Niedersachsen, an der Innerste am Nordrand des Weser-Leine-Berglandes gelegen. Das Hauptdorf der Gemeinde ist Giesen, auch namensgebend für die Giesener Berge.

## Geografie

### Geografische Lage
Giesen liegt direkt westlich der Innerste und unmittelbar nördlich der Giesener Berge auf einer Höhe von 70–100 Metern. Die Gemeinde grenzt im Uhrzeigersinn, beginnend im Nordosten an Harsum, Hildesheim, Nordstemmen und Sarstedt. Die Lage an der Innerste erwies sich im Oktober 2007 als problematisch, da in den Ortschaften Giesen (im ehemaligen Klein Giesen) und Ahrbergen beim Jahrhundert-Hochwasser zahlreiche Keller, der komplette Ahrberger Wald und ein ganzes Industriegebiet überflutet wurden.

### Gemeindegliederung
Giesen hat fünf Ortschaften:
- Ahrbergen: 2164 Einwohner (−27)
- Emmerke: 1837 Einwohner (+22)
- Giesen: 3315 Einwohner (−37) (Groß Giesen, Klein Giesen; Siegfried, ehemalige Arbeitersiedlung am Kaliwerk)
- Groß Förste: 782 Einwohner (−1)
- Hasede: 1626 Einwohner (+23)

(Stand 31. Dezember 2021, in Klammern die Veränderungen zum Vorjahr)

## Geschichte
Die Gemeinde Giesen entstand am 1. März 1974 durch die Zusammenlegung der Gemeinden Ahrbergen, Emmerke, Groß Förste, Groß Giesen, Hasede und Klein Giesen. Die älteste dieser Ortschaften ist Emmerke. Dort wurde im Jahr 2004 das 1150-jährige Bestehen gefeiert.

### Religionsgeschichte
Der für Ostniedersachsen untypisch hohe Anteil an Katholiken beruht auf der historischen Zugehörigkeit zum Kleinen Stift Hildesheim. Die Dörfer der heutigen Gemeinde Giesen gehörten ebenso wie Harsum zu den Stiftsdörfern.
Seit dem 1. November 2014 gehören die katholischen Kirchen St. Maria, Mutter der Kirche und St. Peter und Paul (beide Ahrbergen), St. Pankratius (Groß Förste), St. Vitus (Groß Giesen), St. Andreas (Hasede), St. Johannes (im zu Harsum gehörenden Klein Förste) und St. Martin (Klein Giesen) zur Pfarrei St. Vitus mit Sitz in Groß Giesen. Die Kirche St. Martinus in Emmerke jedoch gehört zur Hildesheimer Pfarrei St. Martinus.

### Konfessionsstatistik
Laut der Volkszählung 2011 waren 43,3 % römisch-katholisch, 34,5 % der Einwohner evangelisch und 22,3 % waren konfessionslos, gehörten einer anderen Glaubensgemeinschaft an oder machten keine Angabe. Die Anteil der Protestanten und Katholiken an der Gesamtbevölkerung ist seitdem gesunken. Im Dezember 2023 hatte Giesen 9.801 Einwohner davon 33,0 % Katholiken, 27,3 % Protestanten und 39,7 % gehörten entweder einer anderen oder gar keiner Glaubensgemeinschaft an.

## Demografie

### Altersstruktur
Ein Anteil von 18 % der Bevölkerung ist jünger als 18 Jahre, 26 % älter als 60.

### Geschlechteranteil
4908 Einwohner sind weiblich, 4816 männlich (Stand Ende 2021).

### Ausländeranteil
2019 lebten 525 Ausländerinnen und Ausländer in der Gemeinde.

### Geburten und Sterbefälle
Die Gemeinde vermeldete 99 Neugeborene und 100 Todesfälle für das Jahr 2021.

## Politik

### Gemeinderat
Der Gemeinderat der Gemeinde Giesen besteht aus 24 Ratsfrauen und Ratsherren. Dies ist die festgelegte Anzahl für eine Gemeinde mit einer Einwohnerzahl zwischen 9.001 und 10.000 Einwohnern. Die 24 Ratsmitglieder werden durch eine Kommunalwahl für jeweils fünf Jahre gewählt. Die aktuelle Amtszeit begann am 1. November 2021 und endet am 31. Oktober 2026.
Stimmberechtigt im Rat der Gemeinde ist außerdem der hauptamtliche Bürgermeister Frank Jürges (CDU).
Die letzte Kommunalwahl vom 12. September 2021 ergab die folgende Sitzverteilung:
| Gemeinderat 2021Insgesamt 24 Sitze - SPD: 9 - Grüne: 3 - FDP: 1 - CDU: 11 |

### Bürgermeister
Hauptamtlicher Bürgermeister der Gemeinde Giesen ist Frank Jürges (CDU). Bei der letzten Bürgermeisterwahl am 12. September 2021 wurde er ohne Gegenkandidaten mit 73,7 % der Stimmen gewählt. Die Wahlbeteiligung lag bei 63,0 %. Jürges trat seine Amtszeit am 1. November 2021 an.

### Ortsrat
Der Ortsrat, der den gleichnamigen Ortsteil Giesen vertritt, setzt sich aus elf Mitgliedern zusammen. Die Ratsmitglieder werden durch eine Kommunalwahl für jeweils fünf Jahre gewählt.
Bei der Kommunalwahl 2021 ergab sich folgende Sitzverteilung:
| Ortsrat 2021Insgesamt 10 Sitze - SPD: 3 - Grüne: 1 - CDU: 6 |

### Wappen und Flagge
|  |
|  |

| | Blasonierung: „Schild geteilt durch einen silbernen Balken mit roter Eisenhutreihe. Die obere grüne Schildhälfte wird durch zwei silberne, schräg nach links aufsteigende Zinnenbalken gedrittelt. Die Felder beinhalten von rechts nach links in Silber: Eine Lilie, ein Mühlenrad und drei, ein gleichseitiges Dreieck bildende Hasenlöffel. Die untere Schildhälfte zeigt auf goldenem Grund fünf rote Nägel.“ |
| Wappenbegründung: Das Wappen entstand 1974, als die Gemeinde Giesen gegründet wurde. Es setzt sich zusammen aus Bestandteilen der sechs Wappen der Ortschaften Ahrbergen, Emmerke, Groß Giesen, Klein Giesen, Groß Förste und Hasede: - die roten Nägel und der gelbe Hintergrund aus dem Wappen von Groß Giesen, - die Lilie aus dem Wappen von Klein Giesen, - das Mühlrad aus dem Wappen von Groß Förste, - die im Dreieck stehenden Hasenohren aus dem Wappen von Hasede, - die im 45-Grad-Winkel stehenden Zinnen aus dem Wappen von Emmerke, - der horizontale Balken in Rot und Silber aus dem Wappen von Ahrbergen – allerdings wurden die Farben Rot und Silber vertauscht, - der grüne Hintergrund des oberen Teils sowohl aus dem Wappen von Hasede als auch aus dem Wappen von Groß Förste, - die silberne Farbe der oberen Ornamente sowohl aus dem Wappen von Groß Förste als auch aus dem Klein Giesener Wappen. Die Gemeinde führt eine grün-golden gestreifte Flagge ohne aufgesetztes Wappen. | |

### Gemeindepartnerschaften
Es besteht seit 1976 eine Partnerschaft mit Chabanais in Frankreich. Die Partnerschaft ist ein eingetragener Verein und gehört offiziell zur Einrichtung der Gemeinde Giesen.

## Kultur und Sehenswürdigkeiten

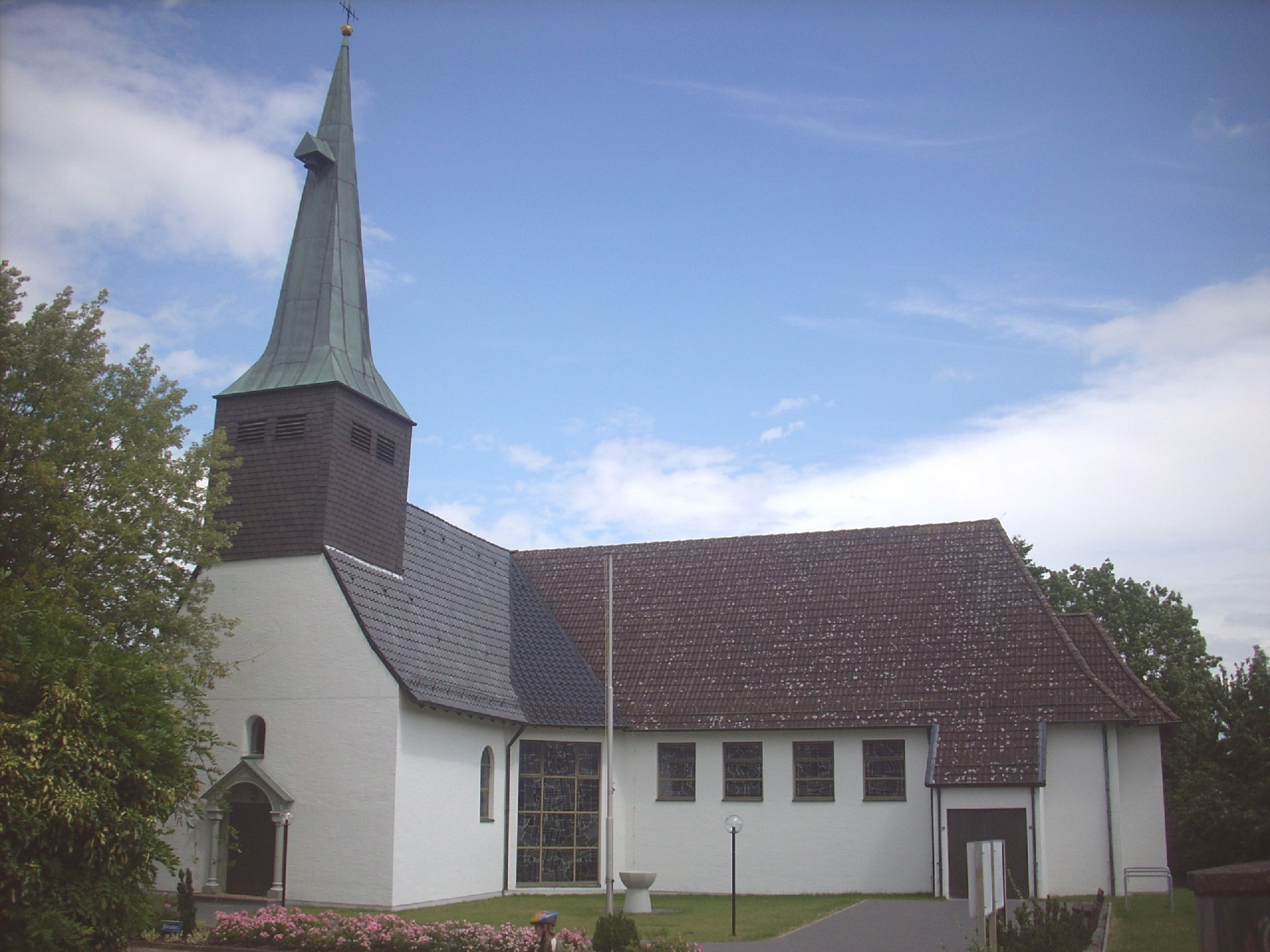
Kath. Kirche St. Martin

### Museen
- Heimatmuseum Giesen, Rathausstraße 42
- Heimatmuseum Ahrbergen, Krugstraße 4

### Bauwerke

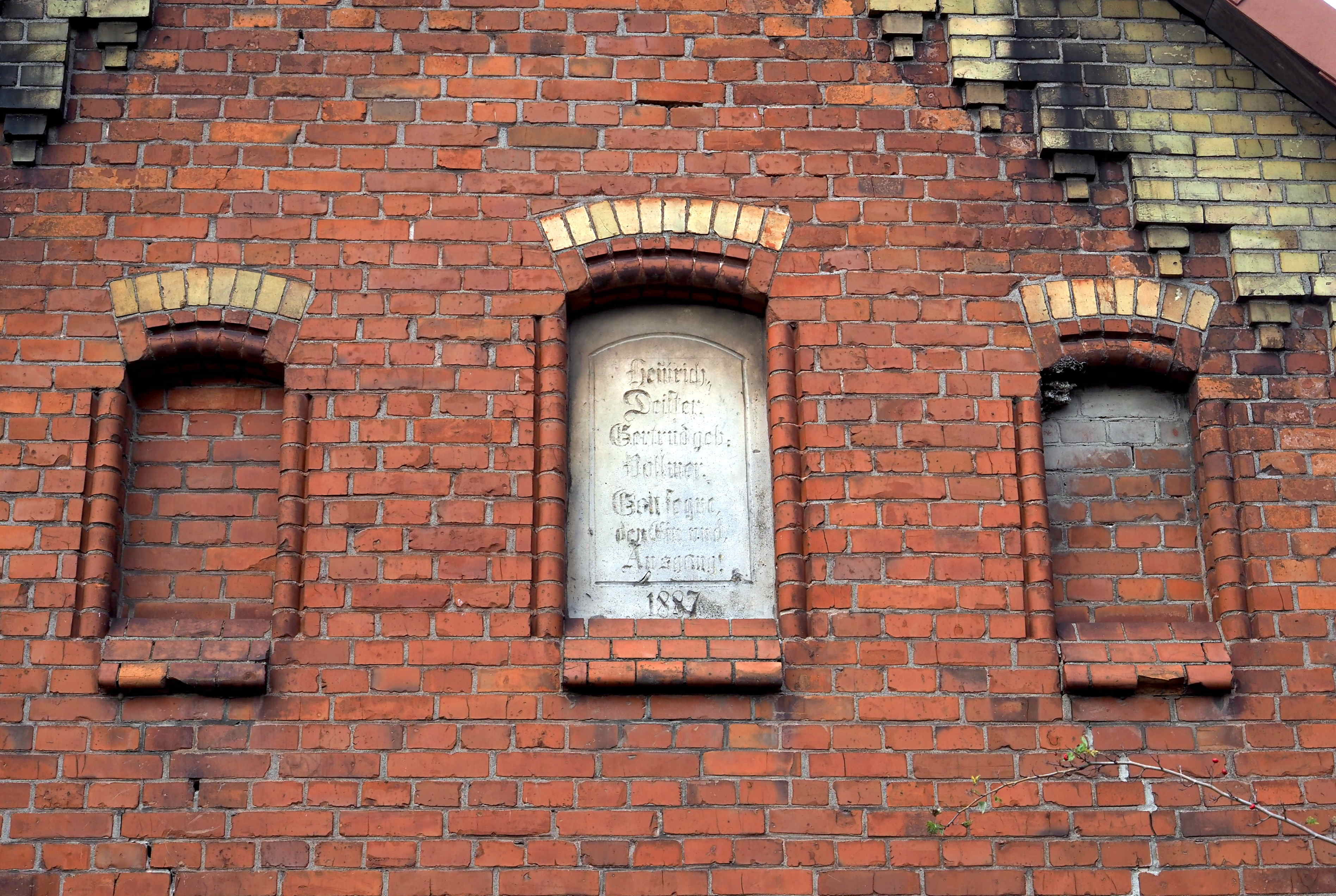
Giebelmauer am Anwesen Am Thie 1, Stein von 1887

- Kath. Kirche St. Maria Mutter der Kirche, Ahrbergen
- Kath. Kirche St. Peter und Paul, Ahrbergen
- Kath. Kirche St. Martinus, Emmerke
- Kath. Kirche St. Pankratius, Groß Förste
- Kath. Kirche St. Vitus, Groß Giesen
- Kath. Kirche St. Andreas, Hasede
- Kath. Kirche St. Martin, Klein Giesen
- Ev. Friedenskirche, Ahrbergen
- Ev. Kirche St. Paulus, Hasede

### Naturschutzgebiete
- Naturschutzgebiet Haseder Busch (NSG HA 053), seltener Auenwald[11]
- Naturschutzgebiet Entenfang (NSG HA 145)[12]

### Sonstiges
- Bronzezeitliches Hügelgräberfeld im Giesener Forst
- Radweg zur Kunst
- Radweg Hildesheim-Ring (Hi-Ring)

### Sport
Der TSV Giesen ist in der Volleyball-Bundesliga der Männer vertreten.

## Wirtschaft
Giesen ist laut regionalem Raumordnungsprogramm ein Grundzentrum mit den besonderen Entwicklungsaufgaben Wohnen und Gewerbe.

### Verkehr
Der Ortsteil Emmerke liegt an der Bahnstrecke Lehrte–Nordstemmen, liegt jedoch über vier Kilometer von den anderen Ortsteilen entfernt. Der Haltepunkt wird von der Linie S 4 der S-Bahn Hannover und von der NordWestBahn bedient. Die Ortsteile der Gemeinde sind mit den Buslinien des Regionalverkehrs Hildesheim (RVHi) miteinander und mit den Städten Sarstedt und Hildesheim verbunden. Die frühere Straßenbahnlinie Hannover-Hildesheim wurde 1958 aufgegeben. Die Bundesstraße 6 und die Bundesstraße 1 führen durch das Gemeindegebiet.

### Ansässige Unternehmen

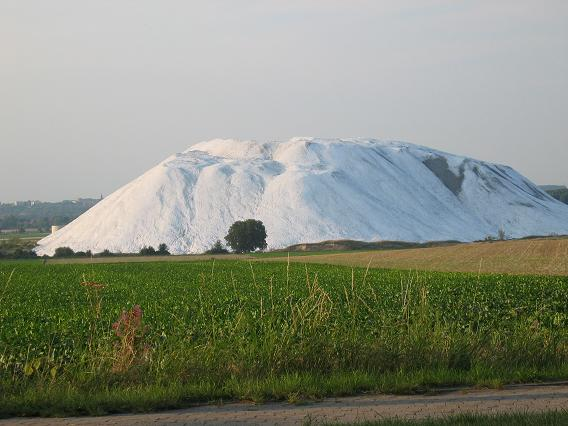
Abraumhalde Wetterberg

Größtes Unternehmen in Giesen war lange Zeit die Firma K+S mit dem Kaliwerk Siegfried-Giesen, dessen Kali-Abraumhalde weithin sichtbar ist. Die Mettler Toledo Garvens GmbH stellt mit über 160 Mitarbeitern dynamische Wägesysteme her, und die Firma Völsing ist als einer der in Europa führenden Hersteller von Urnen bekannt.

### Öffentliche Einrichtungen

#### Bildungseinrichtungen
- Grundschule Giesen-Hasede
- Grundschule Ahrbergen
- Grundschule Emmerke

#### Soziale Einrichtungen
Seniorenwohnpark Giesen
Der Seniorenwohnpark Giesen gliedert sich in ein Alten- und Pflegeheim mit 72 Plätzen sowie einer Wohnanlage mit 24 betreuten Altenwohnungen für Senioren der Gemeinde Giesen und des nördlichen Landkreises Hildesheim. Das Heim erbringt Pflegemaßnahmen als vollstationäre Pflege, befristete Kurzzeitpflege und Verhinderungspflege. Die im Jahr 2003 erbaute Anlage in privater Trägerschaft befindet sich in zentraler Lage Giesens und ist Arbeitgeber für etwa 60 Mitarbeiter überwiegend sozialer und hauswirtschaftlicher Berufe.

## Persönlichkeiten

### Söhne und Töchter der Gemeinde
- Hermann Schnipkoweit (1928–2018), Politiker (CDU), in Groß Giesen geboren

### Persönlichkeiten, die mit dieser Gemeinde verbunden sind
- Erich Riebartsch (1902–1986), römisch-katholischer Theologe, war Pfarrkooperator in Groß Giesen
- Heinrich Biermann (1938–2003), Architekt und Politiker (CDU), lebte in Klein-Giesen
- Werner Buß (* 1945), Politiker (SPD), lebte im Ortsteil Hasede
- Michael Weiner (* 1969), Fußballschiedsrichter, lebt im Ortsteil Hasede
- Jan Stöß (* 1973), SPD-Politiker, ist in Giesen aufgewachsen
- Tobias Willers (* 1987), Fußballspieler, stammt aus Hasede